# ایلیا لوپولسکو

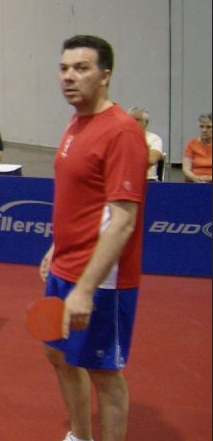
ایلیا لوپولسکو در سال ۲۰۱۶

ایلیا لوپولسکو (انگلیسی: Ilija Lupulesku؛ زادهٔ ۳۰ اکتبر ۱۹۶۷) یک بازیکن تنیس روی میز اهل صربستان است. 
وی در مسابقات کشوری و بین‌المللی در مجموع برنده ۶ مدال طلا، ۸ مدال نقره، ۴ مدال برنز شده‌است.